# تپه سهم الدین خرابه ۸۵ - k
تپه سهم الدین خرابه ۸۵ - k مربوط به پیش از دوره اشکانیان است و در شهرستان کنگاور، روستای سهم الدین واقع شده و این اثر در تاریخ ۱۰ دی ۱۳۸۱ با شمارهٔ ثبت ۶۶۴۲ به‌عنوان یکی از آثار ملی ایران به ثبت رسیده است.